# بين إيفز
بين إيفز (بالإنجليزية: Ben Eaves)‏ هو لاعب هوكي الجليد أمريكي، ولد في 27 مارس 1982 في منيابولس في الولايات المتحدة.

## وصلات خارجية
- بين إيفز على موقع دوري الهوكي الوطني (الإنجليزية)
- بين إيفز على موقع الدوري الأمريكي لهوكي الجليد (الإنجليزية)
- بين إيفز على موقع EliteProspects.com (الإنجليزية)
- بين إيفز على موقع Eurohockey.com (الإنجليزية)
- بين إيفز على موقع HockeyDB.com (الإنجليزية)